# Luis Vidal Gimó
Luis Enrique Vidal Gimó (30 de marzo de 1916-27 de febrero de 1999) fue un futbolista y entrenador chileno que actuaba como defensa. Como jugador actuó en Unión Española y Universidad Católica. Además, integró la selección chilena en el Campeonato Sudamericano 1941. Como entrenador fue campeón con Universidad Católica en 1966.

## Trayectoria

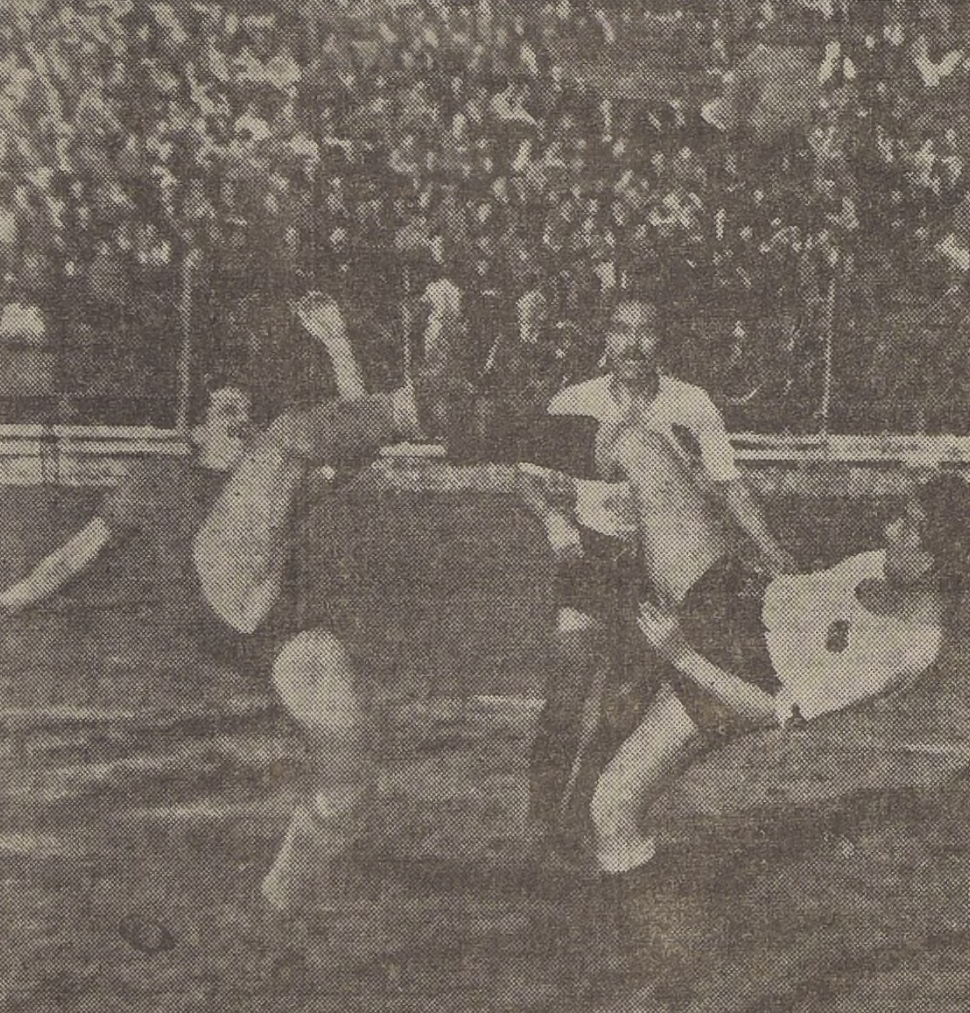
Luis Vidal en el triunfo sobre Colo-Colo por 3:2 en el Estadio Independencia por el Torneo de Reservas 1949.

Comenzó a jugar fútbol en el Colegio San Agustín, y de ahí pasó al Deportivo Santa Laura. En un encuentro frente a Colo-Colo comenzó a actuar como defensa. A los 17 años pasó al primer equipo de Unión Española, y debutó en el año 1936.
En 1939, con la disolución del cuadro hispano a causa de la Guerra civil española, pasó a Universidad Católica junto con Fernando Riera y Felipe Mediavilla. En el conjunto cruzado hizo pareja con Alberto Buccicardi, y luego con Manuel Álvarez. Fue parte del plantel campeón de 1949, pero no jugó ningún partido por lesión. Sin embargo, alcanzó a desempeñarse en la campaña del equipo de reservas.
Como entrenador conquistó el título de 1966 con Universidad Católica. También entrenó a Ferrobádminton, Deportes La Calera, O'Higgins y Emelec.

## Selección nacional
Fue internacional con la selección chilena en el Campeonato Sudamericano 1941, en donde actuó en tres encuentros. Debutó frente a Perú debido a las lesiones de los titulares, Ascanio Cortés y Óscar Ellis. En el partido contra Uruguay salió lesionado, y pudo actuar en un tercer encuentro, frente a Argentina.
Para el Sudamericano de 1942 en Montevideo, Vidal no fue considerado. Pero, luego de los malos resultados en los primeros partidos, viajó en avión junto a Sergio Livingstone y Fernando Riera como refuerzos para la delegación nacional. Finalmente, el entrenador Francisco Platko no consideró a Vidal en Uruguay, debido a que se encontraba fuera de forma.

### Participaciones en Campeonatos Sudamericanos
| Sudamericano                 | Sede  | Resultado    | PJ | G |
| ---------------------------- | ----- | ------------ | -- | - |
| Campeonato Sudamericano 1941 | Chile | Tercer lugar | 3  | 0 |

## Clubes

### Como jugador
| Club                 | País  | Año       |
| -------------------- | ----- | --------- |
| Unión Española       | Chile | 1936-1939 |
| Universidad Católica | Chile | 1939-1949 |

### Como entrenador
| Club                 | País    | Año       |
| -------------------- | ------- | --------- |
| Ferrobádminton       | Chile   | 1950      |
| Iberia               | Chile   | 1952      |
| Deportes La Calera   | Chile   | 1954      |
| Universidad Católica | Chile   | 1966-1967 |
| O'Higgins            | Chile   | 1972      |
| Emelec               | Ecuador | 1974      |

## Palmarés

### Como entrenador

#### Campeonatos nacionales
| Título           | Club                 | País  | Año  |
| ---------------- | -------------------- | ----- | ---- |
| Primera División | Universidad Católica | Chile | 1966 |